# استیتس کوئو
اِستِیتِس کوئو (به انگلیسی: Status Quo) یکی از پرآوازه‌ترین گروه‌های راک انگلیسی است که در سال ۱۹۶۷ پایه‌گذاری شد.

## درباره
فرانسیس راسی و الن لنکستر در آغاز نام اسپکترز را برای گروه برگزیدند اما بعد از چندین بار تغییر اعضا و در اواخر سال ۱۹۶۷ این نام به استیتس کوئو تغییر یافت.
واژهٔ لاتین Status Quo به معنای وضع موجود است.
نام آنها تا به حال ۶۱ بار در جدول پرفروش‌ترین‌های انگلستان ثبت شده‌است. هیچ گروه راک دیگری تا به‌امروز به این موفقیت دست نیافته‌است.

آثار آنها بارها توسط گروه‌های دیگر اجرای مجدد شده‌است که از میان آنها می‌توان میوز، کلدپلی، آزی آزبورن و تایپ او نگاتیو را نام برد.

## اعضا

### اعضای فعلی
- فرانسیس راسی: آواز، لید گیتار (۱۹۶۲ تاکنون)
- جان ادواردز: گیتار بیس (۱۹۸۵ تاکنون)
- اندی باون: کیبورد، هارمونیکا (۱۹۷۳ تاکنون)
- مت لتلی: درامز، پرکاشن (۲۰۰۰ تاکنون)

### اعضای پیشین
- الن لنکستر: گیتار بیس (۱۹۶۲ تا ۱۹۸۵)
- جان کاگلَن: درامز، پرکاشن (۱۹۶۲ تا ۱۹۸۱)
- روی لینز: کیبورد (۱۹۶۴ تا ۱۹۷۱)
- ریک پارفیت: آواز، ریتم گیتار (۱۹۶۵ تا ۲۰۱۶)

## آلبوم‌ها

### آلبوم‌های استودیوئی
| نام آلبوم                                                  | سال انتشار | بالاترین رده در جدول فروش انگلستان |
| ---------------------------------------------------------- | ---------- | ---------------------------------- |
| ۱. Picturesque Matchstickable Messages from the Status Quo | ۱۹۶۸       | -                                  |
| ۲. Spare Parts                                             | ۱۹۶۹       | -                                  |
| ۳. Ma Kelly's Greasy Spoon                                 | ۱۹۷۰       | -                                  |
| ۴. Dog of Two Head                                         | ۱۹۷۱       | -                                  |
| ۵. Piledriver                                              | ۱۹۷۲       | ۵                                  |
| ۶. Hello!                                                  | ۱۹۷۳       | ۱                                  |
| ۷. Quo                                                     | ۱۹۷۴       | ۲                                  |
| ۸. On the Level                                            | ۱۹۷۵       | ۱                                  |
| ۹. Blue for You                                            | ۱۹۷۶       | ۱                                  |
| ۱۰. Rockin' All Over the World                             | ۱۹۷۷       | ۵                                  |
| ۱۱. If You Can't Stand the Heat                            | ۱۹۷۸       | ۳                                  |
| ۱۲. Whatever You Want                                      | ۱۹۷۹       | ۳                                  |
| ۱۳. Just Supposin'                                         | ۱۹۸۰       | ۴                                  |
| ۱۴. Never Too Late                                         | ۱۹۸۱       | ۲                                  |
| ۱۵. 1+9+8+2                                                | ۱۹۸۲       | ۱                                  |
| ۱۶. Back to Back                                           | ۱۹۸۳       | ۹                                  |
| ۱۷. In The Army Now                                        | ۱۹۸۶       | ۷                                  |
| ۱۸. Ain't Complaining                                      | ۱۹۸۸       | ۱۲                                 |
| ۱۹. Perfect Remedy                                         | ۱۹۸۹       | ۴۹                                 |
| ۲۰. Rock 'Til You Drop                                     | ۱۹۹۱       | ۱۰                                 |
| ۲۱. Thirsty Work                                           | ۱۹۹۴       | ۱۳                                 |
| ۲۲. Don't Stop                                             | ۱۹۹۶       | ۲                                  |
| ۲۳. Under The Influence                                    | ۱۹۹۹       | ۲۶                                 |
| ۲۴. Famous in the Last Century                             | ۲۰۰۰       | ۱۹                                 |
| ۲۵. Heavy Traffic                                          | ۲۰۰۲       | ۱۵                                 |
| ۲۶. Riffs                                                  | ۲۰۰۳       | ۳۲                                 |
| ۲۷. The Party Ain't Over Yet                               | ۲۰۰۵       | ۱۸                                 |
| ۲۸. In Search of the Fourth Chord                          | ۲۰۰۷       | ۱۵                                 |

### آلبوم‌های برگزیده آثار
| نام آلبوم                                          | سال انتشار | بالاترین رده در جدول فروش انگلستان |
| -------------------------------------------------- | ---------- | ---------------------------------- |
| ۱. 12Gold Bars                                     | ۱۹۸۰       | ۳                                  |
| ۲. 12Gold Bars Vol. 2                              | ۱۹۸۴       | ۱۲                                 |
| ۳. Rocking All Over the Years                      | ۱۹۹۰       | ۲                                  |
| ۴. Whatever You Want - The Very Best of Status Quo | ۱۹۹۲       | ۱۳                                 |
| ۵. XS All Areas - The Greatest Hits                | ۱۹۹۲       | ۱۶                                 |
| ۶. Pictures - 40 Years of Hits                     | ۲۰۰۸       |                                    |

### آلبوم‌های اجرای زنده
| نام آلبوم             | سال انتشار | بالاترین رده در جدول فروش انگلستان |
| --------------------- | ---------- | ---------------------------------- |
| ۱. Live!              | ۱۹۷۷       | ۳                                  |
| ۲. Live At The N.E.C. | ۱۹۸۳       | ۸۳                                 |
| ۳. Live Alive Quo     | ۱۹۹۲       | ۳۷                                 |